# 에일리의 비타민
《에일리의 비타민》은 2014년에 MBC M에서 방송된 텔레비전 프로그램이다.